# نیک کری
نیک کری، روستایی از توابع بخش مرکزی شهرستان طوالش در استان گیلان ایران است.

## جمعیت
این روستا در دهستان طولارود قرار دارد و براساس سرشماری مرکز آمار ایران در سال ۱۳۸۵، جمعیت آن ۱٬۴۳۴ نفر (۳۲۶خانوار) بوده‌است.